# 福圖納灣

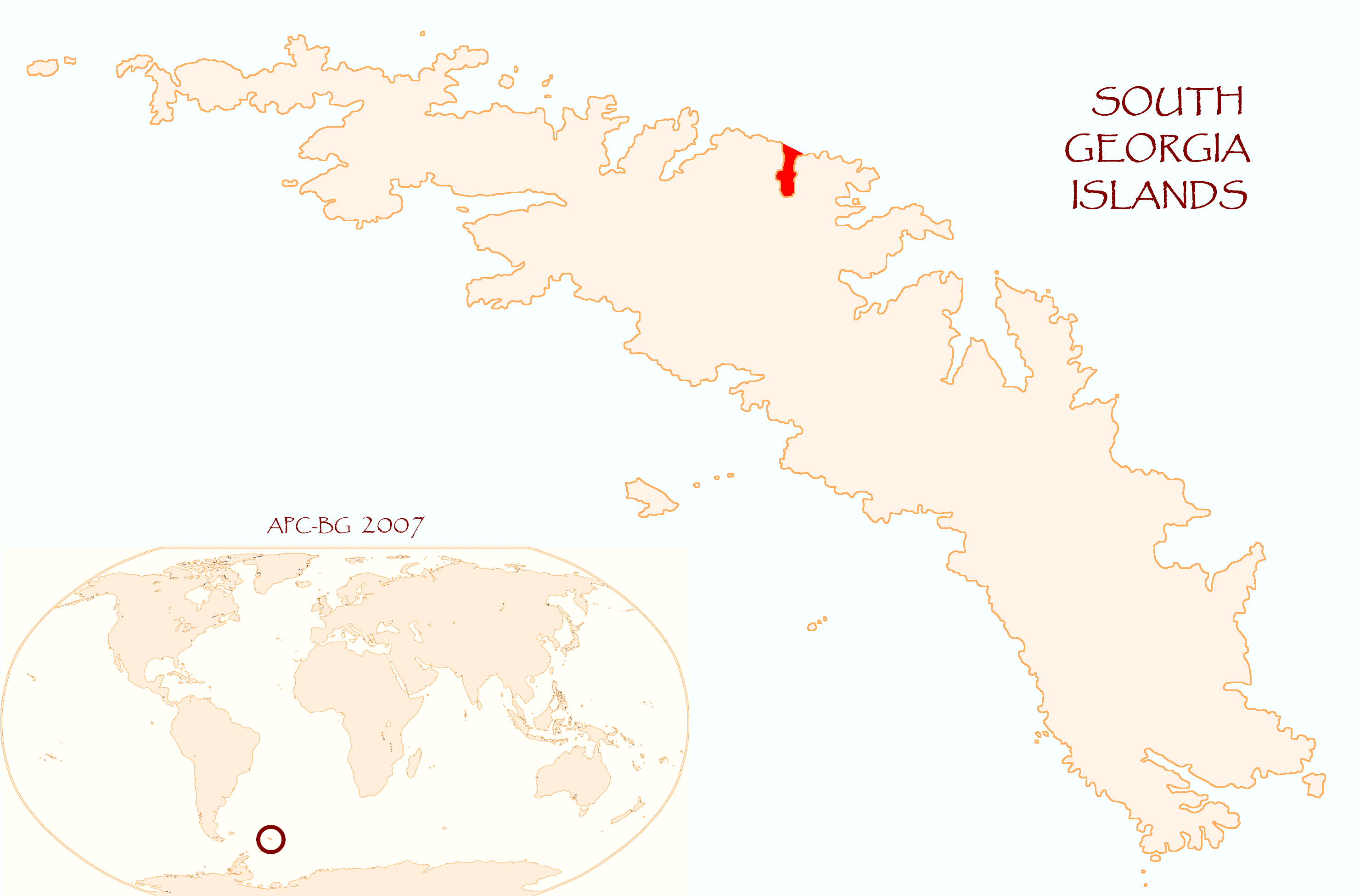
福圖納灣在南喬治亞島的位置

福圖納灣（英語：Fortuna Bay）是英國海外領土南喬治亞與南桑威奇群島的海灣，位於南喬治亞島北岸，處於貝斯特角和羅伯遜角之間，長5公里、寬1.6公里。